# Дружная (Брянская область)
Дру́жная — деревня в Навлинском районе Брянской области. Входит в состав Чичковского сельского поселения.

## История
В 1964 году указом Президиума Верховного Совета РСФСР деревне Лбы присвоено наименование Дружная.

## Население
| 2010 | 2013 |
| ---- | ---- |
| 13   | ↘10  |

## Улицы
В деревне имеется одна улица — Озёрная.

## Известные уроженцы
- Емлютин, Дмитрий Васильевич (1907—1966) — советский военный деятель, полковник, Герой Советского Союза.